# Béatrice Clément
Pour les articles homonymes, voir Clément.
Béatrice Clément est une enseignante, écrivain et scénariste de bande dessinée québécoise née à Paris le 22 décembre 1905 et morte à Boucherville le 19 mars 2001.

## Biographie
Née de parents québécois, Béatrice Clément naît à Paris et grandit en Angleterre, puis sa famille s'installe en France en 1924. Béatrice Clément devient enseignante. En raison de l'invasion allemande de la Seconde Guerre mondiale, toute la famille quitte la France en juin 1940 et s'installe à Montréal, où Béatrice Clément poursuit son activité d'enseignante ; en parallèle, elle rédige des articles sur l'éducation avant d'écrire des livres pour enfants.
En 1948, elle rassemble les auteurs québécois pour la jeunesse dans l'Association des écrivains pour la jeunesse puis elle co-fonde les Éditions Jeunesse en 1949. La même année, elle s'associe avec Daniel Lareau pour une série de bandes dessinées biographiques « sur les figures historiques de la Nouvelle-France » : 46 biographies de deux pages sont parues dans Le Petit Journal entre 1949 et 1950,. Elles sont présentes aussi dans d'autres périodiques. En 1960, 18 biographies sont rassemblées en recueils : Parade historique.
En 1957, son ouvrage Le Chevalier du roi obtient la médaille de bronze de l'Association canadienne des libraires, section enfantine.
En 1976, elle met fin à sa carrière d'écrivain.

## Œuvres
- Série sur 46 figures historiques de la Nouvelle-France, dessinée par Daniel Lareau, parue dans Le Petit Journal, 23 janvier 1949 - 8 octobre 1950
  - Recueils de certaines biographies sous le titre Parade historique, 1960
- Le Chevalier du roi, Éditions de l'Atelier, 1957
  - Réédition : Le Chevalier du roi, illustration de François Allot, Clovis, 1999 (BNF 37034365)
- Le Mauvais : Contes de jadis et de naguère, illustrations d'Étienne Gauthier, Éditions Jeunesse, 1964 (BNF 43440904)

### Documentation
- Michel Viau, BDQ Histoire de la bande dessinée au Québec tome 1: des origines à 1979, MEM9IRE, avril 2014 (ISBN 978-2-9814152-2-6), p. 157-159.